# Güterrechtsregister
Das Güterrechtsregister war in Deutschland ein bis 1. Januar 2023 bei den Amtsgerichten im Rahmen des Registerrechts geführtes öffentliches Register, in dem abweichende Regelungen zum gesetzlichen Güterstand der Zugewinngemeinschaft auf Antrag eingetragen werden. Das Register kann von jedem eingesehen werden. Im Gegensatz zum Grundbuch genießt es jedoch keinen öffentlichen Glauben.
Güterrechtsregistereintragungen sind im Hinblick auf die rechtliche Wirkung gegenüber Dritten von Bedeutung (§ 1412 Bürgerliches Gesetzbuch (BGB)).
Mit Wirkung zum 1. Januar 2023 wird das Güterrechtsregister abgeschafft und die entsprechenden Vorschriften ersatzlos aufgehoben. Begründet wird dies damit, dass das Register nicht mehr zeitgemäß und praktisch nicht mehr relevant sei. Das Register wurde bisher ausschließlich auf Papierakten geführt, durch die Abschaffung werden die Amtsgerichte von dieser Aufgabe entlastet.

## Form und Zuständigkeit
Der Antrag auf Eintragung in das Güterrechtsregister war in öffentlich beglaubigter Form in der Regel von beiden Eheleuten zu stellen (§ 1561 a.F. BGB).
Zuständig für eine Eintragung war das Amtsgericht, in dessen Bezirk auch nur einer der Ehegatten seinen gewöhnlichen Aufenthalt hat.
Im Register wurden Familien- bzw. Ehenamen (auch Geburtsnamen), Vornamen, Geburtsdaten und Wohnort der Eheleute sowie die der Änderung des gesetzlichen Güterstandes zugrunde liegende Tatsache und der Tag der Eintragung vermerkt. Auch die Berufsbezeichnungen der Eheleute konnten eingetragen werden.

## Eintragungsfähige Rechtsverhältnisse
Folgende Rechtsverhältnisse waren eintragungsfähig:
- Änderung und Ausschließung des gesetzlichen Güterstandes, Eheverträge, deren Änderung und Aufhebung, auch wenn sie durch Urteil erfolgt (§ 1412, § 1449, § 1470 BGB, Art. 16 EGBGB)
- Beseitigung der Verfügungsbeschränkung über das Vermögen im Ganzen (§ 1365 BGB)
- Beschränkung und Ausschließung des den Ehegatten nach § 1357 BGB zustehenden Rechts (Schlüsselgewalt), sowie die Aufhebung einer solchen Beschränkung oder Ausschließung
- Änderung des Zugewinnausgleichs
- Vorbehaltsgut in der Gütergemeinschaft; zur näheren Bezeichnung der einzelnen Gegenstände kann auf das bei den Registerakten befindliche Verzeichnis Bezug genommen werden (§ 1418 BGB)
- Einspruch gegen Betrieb eines Erwerbsgeschäfts bei Gütergemeinschaft und Widerruf der Einwilligung (§ 1431, § 1456 BGB)
- sonst nach der Rechtsprechung eintragungsfähige Tatsachen

## Lebenspartnerschaft
Gleichgeschlechtliche Paare, die eine Lebenspartnerschaft nach dem Lebenspartnerschaftsgesetz (LPartG) führen, leben ebenfalls im gesetzlichen Güterstand der Zugewinngemeinschaft. Auch sie haben die Möglichkeit, abweichende Regelungen zum gesetzlichen Güterstand zu treffen und zwar durch einen Lebenspartnerschaftsvertrag nach § 7 LPartG. Auch hier war eine Eintragung in das Güterrechtsregister möglich, da gem. § 7 Satz 2 a.F. LPartG  die Vorschrift des § 1412 a.F. BGB entsprechend anzuwenden war.

## Schweiz
In der Schweiz wurde bis zum 31. Dezember 1987 ein Güterrechtsregister beim Registeramt geführt. Gesetzliche Grundlage war das Schweizerische Zivilgesetzbuch (ZGB) in Verbindung mit der Verordnung 211.214.51 betreffend das Güterrechtsregister. Mit Inkrafttreten der Eherechtsreform am 1. Januar 1988 erfolgte jedoch eine Änderung in Bezug auf die einzelnen Güterstände und das Güterrechtsregister wurde aufgehoben.